# Солодка Коржинского
Солодка Коржинского (лат. Glycyrrhiza korshinskyi) — вид двудольных растений рода Солодка (Glycyrrhiza) семейства Бобовые (Fabaceae). Впервые описана ботаником Юрием Сергеевичем Григорьевым в 1930 году.
Солодка Коржинского может иметь гибридное происхождение (Glycyrrhiza glabra L. × Glycyrrhiza uralensis Fischer). Ряд современных источников считают таксон синонимом Glycyrrhiza uralensis.

## Распространение и среда обитания
Известна в России, Казахстане и Китае. Ботаническое описание сделано в Орске (Россия).
В России встречается в Челябинской, Курганской, Астраханской, Самарской, Саратовской, Оренбуржской областях и Башкортостане.
Произрастает на лугах, в солонцеватых степях.

## Ботаническое описание
Покрытое буроватыми желёзками многолетнее травянистое растение.
Стебель высотой 30—70 см.
Листья сложные, состоят из 2—6 пар широкоэллиптических или яйцевидных листочков.
Цветки фиолетового-белого цвета, собраны в кистевидное соцветие.
Плод — изогнутый железистый боб.
Число хромосом — 2n=16.

## Значение
Используется в медицине.

## Природоохранная ситуация
Редкий вид. В России занесена в Красные книги Астраханской, Волгоградской, Курганской, Оренбургской, Саратовской, Челябинской областей и Башкортостана. Ранее растение включали также в Красную книгу РСФСР.